# صقالبة (الأندلس)
الصقالبة أو الموالي هم عبيد وأرقاء خطفهم الجرمان من قومية السلاف، أصبحوا أحد عناصر المجتمع الأندلسي والمغاربي والصقلي خلال العصور الوسطى، وكانت تتألف من الخدم والمماليك الذين جلبهم النخاسون الجرمان واليهود أطفالاً من بلاد الفرنجة وحوض الدانوب وبلاد اللونبارد ومختلف ثغور البحر المتوسط، ويبيعوهم في الأندلس.
انتهج عبد الرحمن الداخل سياسة الاستكثار من الموالي والاعتماد عليهم كخدم وجنود، للتقليل من سطوة زعماء القبائل العربية الذين كانت لديهم دومًا نزعات للثورة على السلطة المركزية للدولة، في سبيل احتفاظهم بسلطانهم المحلي. كما عملت تلك الشريحة أيضًا في الصنائع اليدوية والتجارة.
بلغت تلك الشريحة ذروة مجدها في المجتمع الأندلسي في عهد عبد الرحمن الناصر لدين الله، حيث وصلوا إلى مناصب الحجابة والوزارة وقيادة الجيوش كبني مغيث وبني أبي عبدة وبني جهور وبني بسيل. وقد توسع بعض الأمراء في استخدامهم كالحكم بن هشام الذي بلغ عددهم في قصره خمسة آلاف.
كانوا آنذاك يمثلون طبقتين (الصقالبة الخصيان والصقالبة الأصحاء) الذين كونوا مجموعات مدربة انطوت تحت قيادات عسكرية ولعبوا دورهم السياسي والعسكري في مجريات الساحة الاندلسية.
والطبقة الأولى منهم، وهم الخصيان الذين اقتطعت خصيانهم من اجل الخدمة في بيوت الخاصة من الامراء والخلفاء وأصحاب الاموال والمتنفذين من أهل الاندلس. ولكي يعملوا في قصورهم من دون اثارة ريبة أو شك في نواياهم وخيانتهم لأسيادهم. 
في عهد الحكم المستنصر بالله، تعاظم دور الصقالبة في القصر، واشتهر منهم زعيمهم «فائق» و«جؤذر» الخصيين اللذين كانا يحكمان على ألف مملوك من الصقالبة ممن يعملون بالقصور وخاصة قصور الحريم. وبلغ علو شأنهم أنهم مع موت الحكم حاولوا تنصيب مرشحهم الخاص المغيرة بن عبد الرحمن الناصر بديلاً عن ولي عهد الحكم ابنه هشام المؤيد بالله، لولا معارضة الحاجب جعفر بن عثمان المصحفي ومحمد بن أبي عامر لهذا المشروع وتثبيتهم لحكم الخليفة هشام المؤيد بالله. وانتهت سطوتهم بحد السيف على يد المنصور بن أبي عامر.

## تعريف الصقالبة
أطلق العرب تسمية الصقالبة علئ اسلاف الشعب السلافي القاطن في روسيا حاليا، وقاموا بالتفريق بين الصقالبة السلاف بينهم وبين قبيلة الروس (المنحدرة من الجرمان الفايكنج) وبين قبيلة البلغار التركية، وقد أطلق الصقالبة أو السلاف الشرقيين لاحقا تسمية روسيا علي بلدهم تيمنا في دولة كيفين روس (اوكرانيا حاليا) التي اسسها الفايكنج الاسكندنافيين، كانت قبيلة الروس قبيلة جرمانية اسكندنافيه من الفايكينج التي حكمت اوكرانيا، بينما الشعب الروسي الحالي ينحدر من الشعب السلافي الشرقي (الصقالبة) ولا علاقة لهم بقبيلة الروس أو الجرمان الاسكندنافيين، وتتدعي دولة بلاروسيا ودولة روسيا انها وريثة حضارة دولة كيفين روس رغم انها كانت تقع في كييف عاصمه اوكرانيا حالياً.
ان اصل كلمة الصقالبة مأخوذة من صقلب، أما في اللغة الصقلبية فهي  سلافينو (salabeninn) وكانت في الماضي تعني أهل تلك البلاد وعرفت في اللغة اليونانية باللفظ (sklabeno) وهي تعني المعنى السابق نفسه واستمرت هذه التسمية حتى القرن الأول الهجري السابع الميلادي ومن ثم أصبحت تدل على معنى العبد (sklavos)، وهذه التسمية كانت معروفة لدى العرب لاسيما بعد دخول المسلمين في معارك مع الدولة البيزنطية الذين كانوا يعتمدون فيها على الكثير من العبيد الصقالبة.
وأطلق الجغرافيون العرب هذا المصطلح على الشعوب السلافية والبلغار والقوقاز والمناطق القريبة من نهر فولكا وهم من الجنس الآري  أو الهنداوربي الذين امتازت حضارتهم بالمستويات المتدنية مقارنة مع الحضارات المعاصرة لهم حتى القرن العاشر الميلادي اذ  توسعوا نحو غرب وجنوب أوروبا حيث تأثروا بالحضارات الأخرى واثرت بهم، وأصبحوا أكثر تحضراً مما سبق.
وفي الاسبانية أطلق على كل عبد ابيض من السلاف بـ صقلب ومنها اشتقت كلمة  الصقلبي والصقالبة وتوسعوا في هذه التسمية  في هذه التسمية فأطلقوها على كل من يجلب من اية دولة نصرانية   اصحاب البشرة البيضاء كما أطلق عليهم الخرس وذلك لعجم السنتهم وعدم اجادتهم اللغة العربية.
وتجمع الكثير من المصادر والمراجع على ان اصول الصقالبة ترجع إلى البلدان الواقعة على امتداد  بحر قزوين شرقاً إلى بحر الادرياتي غرباً، وهي بلاد البلغار، اذ كانوا غالباً ما يقعون تحت طائلة الاسر أو البيع فيتم ارسالهم إلى المدن المتحضرة التي تمتلك الاسواق الرائجة لتجارة العبيد.